# Svea IPA
Svea IPA is een Belgisch bier van hoge gisting.
Het bier wordt gebrouwen door De Struise Brouwers, Oostvleteren. Het is een oranjekoperkleurig bier, type IPA met een alcoholpercentage van 7%, gebrouwen in opdracht van Monk’s Café te Stockholm.